# Sandwip (Bangladesh)
Sandwip è un sottodistretto (upazila) del Bangladesh situato nel distretto di Chittagong, divisione di Chittagong. Si estende su una superficie di 762,42 km² e conta una popolazione di 472.179 abitanti (dato censimento 1991).